# Аулавик
Аулавик (на английски: Aulavik National Park) е национален парк в Канада.
Заема част от широката долина на река Томсън на остров Банкс. Паркът е създаден през 1992 г. и е с големина от 12 200 км². Името му от Инувиалуктун означава „Където хората пътуват“. Това име е дадено на парка от един старейшина от Сакс Харбър, единственото населено място на острова.
Парка е достъпен само със самолети от Инувик, намиращ се на около 800 км югозападно от него. Заради това парка е един от най-малко посещаваните.
Долината на река Томсън е дом на над 47 000 мускусни бика и някои северно гнездящи птици.
Археологически обекти, датиращи от преди 3400 години са доказателство за богатото културно наследство на района.